# Antirhea smithii
Antirhea smithii är en måreväxtart som först beskrevs av Francis Raymond Fosberg, och fick sitt nu gällande namn av Elmer Drew Merrill och Lily May Perry. Antirhea smithii ingår i släktet Antirhea och familjen måreväxter.
Artens utbredningsområde är Fiji. Inga underarter finns listade i Catalogue of Life.